# زنبق کشمیری
زنبق کشمیری (نام علمی: Iris kashmiriana) نام یک گونه از سرده زنبق است.